# Wierickerschans

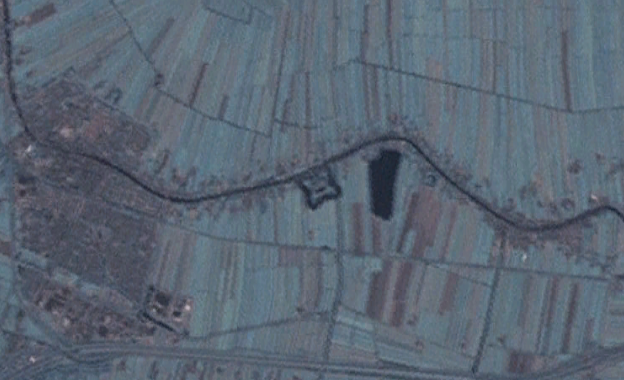
Le fort vu de l'espace. Image de la NASA Landsat, à environ 7 km d'altitude.

Wierickerschans, est un fort faisant partie de la Ligne d'eau néerlandaise, situé dans l'ancienne commune de Bodegraven (depuis le 1er janvier 2011 commune de Bodegraven-Reeuwijk, Pays-Bas. Le fort est construit en 1673 et converti en poudrière en 1747-1748.
Placé au bord du "Vieux Rhin", au milieu des Polders entre Leyde et Utrecht, l'ancienne poudrière est entourée d'eau de tous côtés.
Les Pays-Bas sont un pays neutre et désirent le rester.
Les combattants qui se retrouvent dans leurs provinces sont réputés combattants et donc désarmés et mis aux arrêts ou internés dans des camps.
Wierickerschans se composait de deux groupes de bâtiments, l'un réservé aux officiers internés, l'autre à l'usage de la petite garnison hollandaise composée d'une centaine d'hommes.
Wierickerschans a servi de camp d'internement pendant la Première Guerre mondiale. Le lieutenant d'aviation français André d'Humières a décrit son incarcération en ce lieu. Il y était prisonnier avec le lieutenant Armand Coutisson, pionnier de l'aviation dans la Creuse et futur colonel. Le lieutenant Pitel, officier britannique, y était également.
L'existence menée par les prisonniers en 1914 y était assez monotone, mais fort supportable. La nourriture était bonne. Dans la journée, les internés avaient l'autorisation de se promener sur les remparts. Des promenades avec escorte étaient organisées à l'extérieur. Des permissions de la journée étaient parfois accordées pour aller à La Haye ou à Rotterdam. Les lettres et paquets n'étaient pas ouverts. Le major Van Boecop, commandant du fort, s'appliquait à adoucir le sort de ses internés en y installant une bibliothèque, puis un tennis. Néanmoins, le bâtiment des internés faisait partie d'une enceinte entourée d'une haute rangée de fils de fer barbelés, gardée par de nombreuses sentinelles, éclairée la nuit comme en plein jour. Pour rappel, on est dans le pays de Philips. Au sud une grille fermée la nuit donnait accès à la région des casernes. Cela n'était pas suffisant pour éviter les évasions. Après des tentatives d'évasion, les lieutenants d'Humières et Coutisson se retrouvèrent enfermés dans le camp d'internement de l'île d'Urk (Flevoland) en plein Zuiderzee bien plus dur car réservé à l'internement des officiers alliés réputés dangereux. Son climat avait la réputation d'être exécrable.

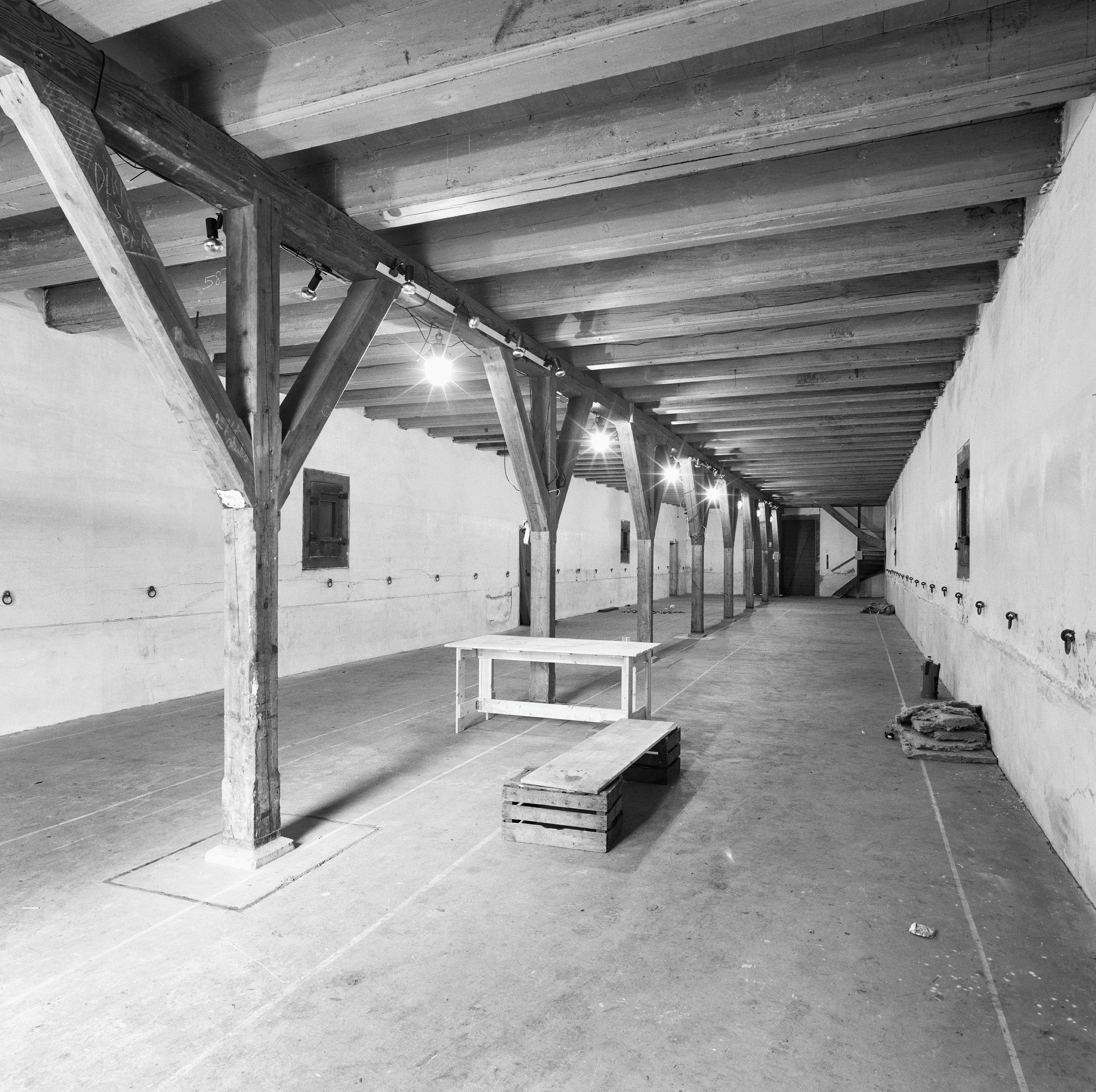
Intérieur de l'arsenal du fort.

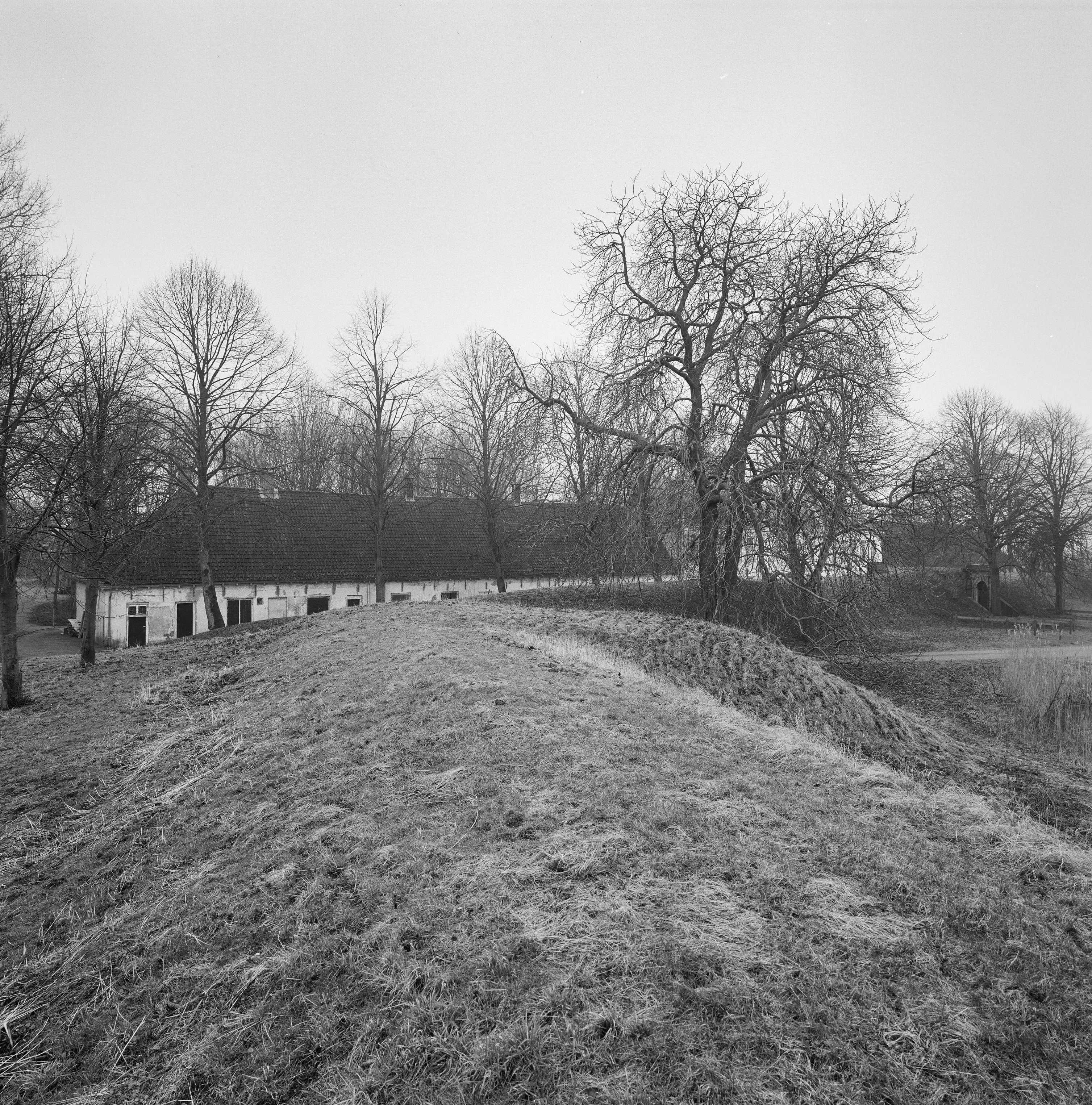
Casernes, murs et la passerelle (à droite), vue du bastion nord

Site reconnu comme rijksmonument sous le numéro 9769.